# Municipio de Monroe (condado de Butler)
El municipio de Monroe (en inglés: Monroe Township) es un municipio ubicado en el condado de Butler en el estado estadounidense de Iowa. En el año 2010 tenía una población de 1702 habitantes y una densidad poblacional de 18,35 personas por km².

## Geografía
El municipio de Monroe se encuentra ubicado en las coordenadas 42°35′58″N 92°50′57″O / 42.59944, -92.84917. Según la Oficina del Censo de los Estados Unidos, el municipio tiene una superficie total de 92.73 km², de la cual 92,73 km² corresponden a tierra firme y (0 %) 0 km² es agua.

## Demografía
Según el censo de 2010, había 1702 personas residiendo en el municipio de Monroe. La densidad de población era de 18,35 hab./km². De los 1702 habitantes, el municipio de Monroe estaba compuesto por el 99,18 % blancos, el 0,18 % eran afroamericanos, el 0,12 % eran amerindios, el 0,12 % eran asiáticos, el 0,06 % eran de otras razas y el 0,35 % eran de una mezcla de razas. Del total de la población el 0,65 % eran hispanos o latinos de cualquier raza.